# Desmodium rotundifolium
Desmodium rotundifolium là một loài thực vật có hoa trong họ Đậu. Loài này được (Michx.) DC. miêu tả khoa học đầu tiên.